# 拉迪斯拉斯·J·马杜纳
拉迪斯拉斯·J·马杜纳（1896年3月27日—1964年10月31日）是一位匈牙利裔美国神经心理学家和精神病学家，提出了精神分裂症可以通过诱发“癫痫”发作来治疗。。